# Thecla maesites
Thecla maesites är en fjärilsart som beskrevs av Herrich-Schäffer 1864. Thecla maesites ingår i släktet Thecla och familjen juvelvingar. Inga underarter finns listade i Catalogue of Life.